# Kseniya Rappoport
Kseniya Rappoport (Leningrado, 25 de março de 1974) é uma atriz russa. Artista do Povo da Rússia (2015).

## Filmografia
- Anna Karenina (1997)
- La sconosciuta (2006)
- Il ragazzo invisibile (2014)